# Сфера на Дайсън
Сфера на Дайсън (на английски: Dyson sphere) е хипотетична мегаструктура, описана за първи път през 1959 г. от американския физик и футуролог Фриймън Дайсън.
Според предположенията на автора, напреднала извънземна цивилизация, втора степен по скалата на Кардашев, може да изгради около своята звезда масивна сфера и да живее на нея, което позволява използването на почти цялата енергия, излъчена от звездата за целите на цивилизацията.